# Abad o yek ruz
Abad o yek ruz (in persiano ابد و یک روز‎, per sempre e un giorno) è un film del 2016 scritto e diretto da Sa'id Rustayi, al suo esordio alla regia di un lungometraggio.

## Trama
La figlia più giovane di una famiglia povera sta per sposarsi. I membri della famiglia si interrogano su cosa accadrà a loro dopo.